# Gretchen Mielke
Gretchen Mielke (1980) è un'ex sciatrice alpina statunitense.

## Biografia
Attiva dall'agosto del 1995, in Nor-Am Cup la Mielke esordì il 2 dicembre 1995 a Winter Park in slalom gigante (48ª), ottenne l'unico podio il 6 gennaio 2002 a Hunter Mountain in slalom speciale (3ª) e prese per l'ultima volta il via il 9 marzo 2008 a Craigleith nella medesima specialità, senza completare la prova. Si ritirò al termine della stagione 2007-2008 e la sua ultima gara fu uno slalom speciale FIS disputato l'11 aprile a Mammoth Mountain, chiuso dalla Mielke al 7º posto; in carriera non debuttò in Coppa del Mondo né prese parte a rassegne olimpiche o iridate.

## Palmarès

### Nor-Am Cup
- Miglior piazzamento in classifica generale: 26ª nel 2002
- 1 podio:
  - 1 terzo posto